# Minervella baccettii
Minervella baccettii Cottarelli & Venanzetti, 1989 è un crostaceo copepode della famiglia Leptastacidae
L'epiteto specifico è un omaggio allo zoologo italiano Baccio Baccetti (1931–2010).